# Tradicijska okućnica u Prikraju
'Tradicijska okućnica nalazi se u mjestu Prikraj, općina Brckovljani.

## Opis
Na tradicijskoj okućnici nalaze se zgrade: kuća (drvena katnica), kuharna s krušnom peći, štagalj s parmom, kukuružnjak, štalica, bunar i dvije manje kuće zidane opekom. Kuća, „čardak“, je građena u razdoblju 1881. – 1883.g. što je upisano plitkim reljefom na planjku u zoni prizemlja nedaleko od ulaza u kuću. Građena je masivnim planjkama, izduženog je tlocrtnoga oblika, natkrivena dvostrešnim krovištem koje je iznad užih pročelja poluskošeno, a pokriveno je biber crijepom. Ispred ulaza izveden je otvoreni trijem, natkriven dvostrešnim krovištem. Na prijelazu prizemlja u kat na pročeljima su izvedeni zaštitni krovići, konzolno postavljeni i pokriveni biber crijepom. Zabatni trokuti su zatvoreni piljenom daskom.

## Zaštita
Pod oznakom Z-5547 zaveden je kao nepokretno kulturno dobro - pojedinačno, pravna statusa zaštićena kulturnog dobra, klasificirano kao "sakralna graditeljska baština".